# Antelope (Montana)
Antelope es un lugar designado por el censo ubicado en el condado de Sheridan en el estado estadounidense de Montana. En el Censo de 2010 tenía una población de 51 habitantes y una densidad poblacional de 92,88 personas por km².

## Geografía
Antelope se encuentra ubicado en las coordenadas 48°41′23″N 104°27′15″O / 48.68972, -104.45417. Según la Oficina del Censo de los Estados Unidos, Antelope tiene una superficie total de 0.55 km², de la cual 0.55 km² corresponden a tierra firme y (0%) 0 km² es agua.

## Demografía
Según el censo de 2010, había 51 personas residiendo en Antelope. La densidad de población era de 92,88 hab./km². De los 51 habitantes, Antelope estaba compuesto por el 92.16% blancos, el 0% eran afroamericanos, el 1.96% eran amerindios, el 0% eran asiáticos, el 0% eran isleños del Pacífico, el 3.92% eran de otras razas y el 1.96% pertenecían a dos o más razas. Del total de la población el 3.92% eran hispanos o latinos de cualquier raza.